# Coelidiana lurida
Coelidiana lurida är en insektsart som beskrevs av Rauno E. Linnavuori 1965. Coelidiana lurida ingår i släktet Coelidiana och familjen dvärgstritar. Inga underarter finns listade i Catalogue of Life.